# Abrahám (jméno)
Abrahám je mužské biblické jméno hebrejského původu. Vykládá se jako otec množství, vznešený otec. Jeho dalšími variantami (přepisy) je Abraham a Avraham. Arabskou variantou je Ibrahim (Ibráhím). V českém civilním kalendáři není, svátek by se měl podle římského martyrologia slavit 9. října.
Výrazem abrahámoviny se označují padesáté narozeniny.

## Abrahám v jiných jazycích
- Slovensky: Abrahám
- Německy, anglicky, španělsky, francouzsky, polsky: Abraham
- Italsky: Abramo
- Rusky: Avraam nebo Avraamij
- Maďarsky: Ábrahám
- Arabsky: Ibrahim

## Známí nositelé
- Abrahám (psaný též jako Abraham)
- Abrahám z Čech (*	1435) – židovský dvorní bankéř
- Abraham Abramson – pruský razič mincí na přelomu 18. a 19. století
- Abraham Angermannus – švédský arcibiskup, 16. století
- Abrahám Červený (1278–1325) – uherský velmož
- Abrahám Leuthner (kolem 1640–1701) – český barokní stavitel
- Abraham Lincoln – 16. prezident USA
- Abraham Maslow – americký psycholog, vůdčí osobnost humanistické psychologie
- Abraham Ortelius – vlámský kartograf
- Abraham Roentgen – německý umělecký truhlář v 18. století
- Abrahám Zalwein – slovenský básník
- Abraham de Moivre – francouzský matematik na přelomu 17. a 18. století
- Vidkun Abraham Lauritz Jonssøn Quisling – norský důstojník a fašistický politik
- Abraham a Sancta Clara (Abrahám od svaté Kláry), (1644–1709) – rakouský kazatel a spisovatel

### Světci
- sv. Abrahám z Arbely († asi 345) – arbelský biskup a mučedník
- sv. Abrahám z Clermontu – mnich a opat, francouzský světec
- sv. Abrahám z Efezu – mnich, arcibiskup Efezu
- sv. Abrahám z Egypta
- sv. Abrahám Bulharský († 1229) – křesťanský konvertita z Islámu, mučedník a světec
- sv. Abrahám Galičský († 1375)
- sv. Abrahám Mirožský († 1158)
- sv. Abrahám Paleostrovský
- sv. Abrahám Pečerský
- sv. Abrahám Pracovitý
- sv. Abrahám Rostovský († 1073)
- sv. Abrahám Smolenský
- sv. Abrahám Veliký z Kidunji – poustevník a kněz, katolickou a pravoslavnou církví uctíván jako svatý
- sv. Abrahám Zatvornik

### Fiktivní postavy
- Abraham Simpson – fiktivní postava seriálu Simpsonovi

### V jiných podobách
- Ibráhím ibn Jákúb – kupec z 10. století, autor nejstaršího známého popisu Prahy
- Ibráhím (chalífa), chalífa z rodu umajjovců
- Ibrahim Rugova – prezident Kosova v letech 2002–2005
- Pargalı İbrahim Paşa – velkovezír Osmanské říše
- Avraham Stern (psaný též Abraham) – sionista v první polovině 20. století
- Avraham ben Samuel Firkovič – představitel karaitských semitů v 18. a 19. století
- Ebráhím Raísí – íránský konzervativní politik, předseda íránského nejvyššího soudu a íránský prezident

## Související jména a příjmení
- Josef Abrhám – český herec
- Jakub Abrahám – slovenský herec a odborník na etiketu
- Martin Abraham – český fotbalista
- Roman Abraham – polský generál za druhé světové války